# Неофіт III Константинопольський
Неофіт III — патріарх Константинопольський у 1636-1637 роках.
Ймовірно, він походив з Хіосу. Він був митрополитом Іракліону, а приблизно в середині 1636 року його було обрано Вселенським патріархом, змінивши на цій посаді Кирила Контаріса. 5 березня 1637 року він зрікся престолу, оскільки не міг знайти способу покрити величезні борги патріархату (згадуються борги в 100 000 гроссі туркам, західникам, вірменам і євреям).
Після відставки він пішов у Новий Хіосський монастир, де й помер.